# Jasmonă
Jasmona este un compus organic făcând parte din fracțiunea volatilă a uleiului din florile de iasomie. Este un lichid incolor până la galben pal. Jasmona poate exista sub forma a doi izomeri geometrici, datorită prezenței dublei legături din restul pentenil, respectiv cis-jasmona și trans-jasmona. Extractul natural conține doar forma cis, în timp ce prin sinteză chimică se obține un amestec al ambilor izomeri, cu predominanța formei cis. Ambii izomeri au mirosuri și proprietăți chimice similare. Structura sa chimică a fost dedusă de Lavoslav Ružička.
Jasmona este biosintetizată de plante pe calea metabolică a jasmonatului, printr-un proces de decarboxilare. La nivel comercial, este utilizată în parfumuri și produse cosmetice.